# 布尔吉施泰因
布爾吉施泰因（Burgistein）是瑞士的城鎮，位於該國中部，由伯恩州負責管轄，面積7.53平方公里，海拔高度763米，2011年人口1,021，人口密度每平方公里140人。
46°47′31″N 7°30′12″E / 46.79207°N 7.50323°E